# Cortile San Martino
Cortile San Martino, comune autonomo fino al 1943, è un quartiere di Parma.

## Geografia fisica
Il territorio del comune di Cortile San Martino copriva una vasta area fertile e pianeggiante compresa tra la riva destra del torrente Parma e la "strada mantovana". Privo di un vero nucleo urbano, il comune era costituito da numerosi villaggi e insediamenti di case coloniche sorti nei secoli attorno alla strada per Sacca di Colorno e al Naviglio, un canale navigabile scavato verso la fine del XIII secolo e fatto riscavare da Margherita Aldobrandini nel 1628. 
Confinava a nord con i comuni di Torrile e (per un breve tratto) di Mezzani, a est con quelli di Sorbolo e di San Donato d'Enza, a sud con Parma e a est con Golese.
Comprendeva le frazioni di Baganzolino, Borghetto (o Castelnovo a Mane), Casalora, Case Vecchie, Frara, Gamberetolo, Masera, Moletolo, Paradigna, Paulo, Pedrignano, Pizzolese, Ravadese, Rivarolo, Rossa, San Leonardo, San Martino, Santa Elisabetta, Sinzanese, Ugozzolo e Vicopò a Mane.
Amministrativamente, apparteneva al mandamento di San Donato d'Enza, nel circondario di Parma.

## Storia

Lo stemma dell'allora comune

La municipalità sorse in epoca napoleonica nell'ambito del programma di francesizzazione del ducato di Parma e fu istituita dal barone Ugo Eugenio Nardon, amministrator-prefetto degli stati di Parma, Piacenza e Guastalla. Con decreto del 20 marzo 1806, Nardon divise il territorio del contado di Parma in varie mairie (comuni): Golese, Marore, San Donato d'Enza, San Martino Sinzano, San Pancrazio Parmense, Vigatto e Cortile San Martino, il cui territorio era posto a nord delle mura cittadine, fuori porta San Barnaba.
Il comune prese il nome dalla duecentesca abbazia cistercense detta di San Martino de' Bocci (o di Valserena), eretta per volere del cardinale Gerardo Bianchi presso un'antica pieve dedicata al santo vescovo Martino di Tours in una zona in cui abbondavano pruni e spine (detti "bocci"). Lo stemma comunale recava l'immagine di san Martino, raffigurato come cavaliere nell'atto di tagliare con la spada il suo mantello per donarne parte a un povero.
A partire dalla fine dell'Ottocento, la città di Parma conobbe un rapido sviluppo economico e iniziò a espandersi nel suburbio, al di fuori del perimetro del territorio comunale. A nord della città, nella zona di San Leonardo appartenente al comune di Cortile San Martino, iniziarono a insediarsi numerosi stabilimenti industriali (vetreria Bormioli, Borsari profumi, officine Manzini, ecc.), attività commerciali e abitazioni. Con il regio decreto n. 3096 del 23 dicembre 1923, quella parte del territorio del comune di Cortile San Martino fu distaccata e aggregata al comune di Parma, andando a costituire il quartiere San Leonardo.
Al censimento del 21 aprile 1936, il comune di Cortile San Martino contava 7 926 abitanti.
La legge n. 337 del 14 aprile 1943 soppresse il comune e lo aggregò a quello di Parma, di cui divenne delegazione. Le circoscrizioni di Cortile San Martino e di San Leonardo furono riunificate nel 1979.